# Unión Deportiva Pájara Playas de Jandía
Pour les articles homonymes, voir Jandía (homonymie).
Maillots
La Unión Deportiva Pájara Playas de Jandía est un club de football espagnol basé à Pájara.

## Histoire
Le club est fondé en 1996. Dès sa première saison, il obtient la promotion en Segunda División B (troisième division).
Le club évolue alors en Segunda División B pendant 12 saisons consécutives, de 1997 à 2009. Il réalise sa meilleure performance en Segunda División B lors de la saison 2003-2004, où il se classe deuxième du Groupe IV, avec 19 victoires, 8 nuls et 11 défaites.
Le club est relégué en Tercera División (quatrième division) en 2009. Il disparaît en 2011 à la suite de difficultés financières.